# Панелас
Панелас (порт. Panelas) — муниципалитет в Бразилии, входит в штат Пернамбуку. Составная часть мезорегиона Сельскохозяйственный район штата Пернамбуку. Входит в экономико-статистический микрорегион Брежу-Пернамбукану. Население составляет 25 874 человека на 2000 год. Занимает площадь 372 км².
Праздник города — 18 мая.

## История
Город основан 18 мая 1870 года.

## Статистика
- Валовой внутренний продукт на 2005 год составляет 55 289 000 реалов (данные: Бразильский институт географии и статистики).
- Валовой внутренний продукт на душу населения на 2005 год составляет 2215 реалов (данные: Бразильский институт географии и статистики).

## География
В соответствии с классификацией Кёппена, климат относится к категории Aw.